# Луговая (Бершадский район)
Луговая (укр. Лугова, пол. Ługowa) — село на Украине, находится в Бершадском районе Винницкой области.
Код КОАТУУ — 0520485406. Население по переписи 2001 года составляет 627 человек. Почтовый индекс — 24454. Телефонный код — 4352.
Занимает площадь 11 км².

## Адрес местного совета
24453, Винницкая область, Бершадский р-н, с. Устье, ул. Ленина, 3